# Chillicothe (Texas)
Chillicothe és una població dels Estats Units a l'estat de Texas. Segons el cens del 2000 tenia 798 habitants.

## Demografia
Segons el cens del 2000, Chillicothe tenia 798 habitants, 310 habitatges, i 212 famílies. La densitat de població era de 305,1 habitants per km².
Dels 310 habitatges en un 37,7% hi vivien nens de menys de 18 anys, en un 53,2% hi vivien parelles casades, en un 13,5% dones solteres, i en un 31,6% no eren unitats familiars. En el 28,7% dels habitatges hi vivien persones soles el 18,1% de les quals corresponia a persones de 65 anys o més que vivien soles. El nombre mitjà de persones vivint en cada habitatge era de 2,57 i el nombre mitjà de persones que vivien en cada família era de 3,24.
Per edats la població es repartia de la següent manera: un 31,1% tenia menys de 18 anys, un 6,1% entre 18 i 24, un 26,2% entre 25 i 44, un 21,2% de 45 a 60 i un 15,4% 65 anys o més.
L'edat mediana era de 35 anys. Per cada 100 dones de 18 o més anys hi havia 75,7 homes.
La renda mediana per habitatge era de 25.625 $ i la renda mediana per família de 31.250 $. Els homes tenien una renda mediana de 26.645 $ mentre que les dones 20.333 $. La renda per capita de la població era de 12.450 $. Aproximadament el 17% de les famílies i el 16,7% de la població estaven per davall del llindar de pobresa.

## Poblacions més properes
El següent diagrama mostra les poblacions més properes.